# Bsipi (Fluss)
Der Bsipi (georgisch ბზიფი; abchasisch Бзыҧ Bsyp; russisch Бзыбь Bsyb) ist ein Fluss in der Autonomen Republik Abchasien im Nordwesten von Georgien.
Der Bsipi entspringt an der Südflanke des westlichen Großen Kaukasus. Er fließt anfangs in westlicher Richtung entlang der Nordflanke des Bsipi-Gebirges, später wendet er sich zwischen diesem und dem Gagra-Kamm nach Süden. Etwa 10 km vor seiner Mündung südlich von Gagra ins Schwarze Meer erreicht er die Küstenebene.
Der Bsipi hat eine Länge von 110 km. Er entwässert ein Areal von 1510 km². Beim Verlassen des Gebirges beträgt der mittlere Abfluss 97 m³/s. Auf dem Fluss wurde zumindest in der Vergangenheit Flößerei betrieben.
Der Riza-See befindet sich im Einzugsgebiet des Bsipi. Dessen Wasser fließt über Jupschara und Gega dem Bsipi zu.